# НДЛ-10
НДЛ-10 — надувная десантная лодка.
Надувная десантная лодка НДЛ-10 предназначена для десантной переправы войск.

## Техническое описание
Надувная лодка НДЛ-10 имеет надувную камеру с восемью отсеками.
Для снаряжения лодки снимается чехол, затем лодка раскладывается на земле и при помощи меха и шланга надувается воздухом. В начале надувания вкладывается деревянное днище.

### Комплект лодки
- лодка;
- складное деревянное днище;
- 2 ножных меха;
- 2 шланга;
- 7 весел;
- набор ЗИП;
- чехол для лодки.

### Характеристика паромов
Паром на двух лодках НДЛ-10 обеспечивает переправу мотоциклов, минометов, пушек, автомобилей общим весом до 2 т и давлением на ось до 1 т. 
Паром собирается расчетом из 6 человек.